# Joes Oosterlinck
Joes Oosterlinck , né le 22 mai 2003 à Alost, est un coureur cycliste belge. Il est membre de l'équipe VolkerWessels.

## Biographie
Joes Oosterlinck commence le cyclisme à l'âge de huit ou neuf ans, après avoir suivi des cours de musique. Sa première licence est prise au sein d'un club implanté à Haaltert,. Il termine troisième de sa première course. D'abord spécialiste du cyclo-cross, il obtient plusieurs victoires dans cette discipline durant sa jeunesse. Il parvient également à devenir champion provincial de VTT en 2017. Deux ans plus tard, il est sacré champion de Flandre et de Flandre-Orientale sur route, dans sa tranche d'âge,. 
Lors de la saison 2021, il prend notamment la quatrième place de la Johan Museeuw Classic, une épreuve d'envergure internationale. Il se classe également septième du championnat de Belgique en ligne chez les juniors. À la suite de ses résultats, il intègre l'équipe EFC-L&R-AGS en 2022. Joes  Oosterlinck ne délaisse pas pour autant ses études en s'inscrivant à l'université de Gand. Sous ses nouvelles couleurs, il remporte l'étape inaugurale du Tour de Flandre-Orientale en 2023, à l'issue d'un sprint massif. La même année, il se classe cinquième de la BW Classic et septième du Grand Prix Rik Van Looy, dans le calendrier de l'UCI Europe Tour.
En 2024, il intègre l'équipe de développement de Bingoal WB. Parmi les professionnels, il se fait remarquer en terminant septième de la première étape du Région Pays de la Loire Tour. Lors du Tour du Brabant flamand, il monte à deux reprises sur le podium d'étapes. Il finit par ailleurs troisième de la Zuidkempense Pijl, cinquième du championnat de Belgique sur route espoirs, ou encore dixième du Grand Prix de Lillers. Son automne est en revanche perturbé par une chute qui lui occasionne une blessure à la hanche.
Finalement rétabli, il poursuit la compétition en 2025. Il change de nouveau de maillot en rejoignant la structure VolkerWessels, qui évolue sous licence néerlandaise. En avril, il se classe cinquième de la dernière étape du Tour du Loir-et-Cher. Dans les semaines qui suivent, il obtient une victoire et divers accessits dans des interclubs. Il réalise ensuite ses meilleures performances au mois de juin en terminant cinquième du Tour des onze villes et onzième de l'Antwerp Port Epic, face à de nombreux professionnels.

## Palmarès sur route

### Par année
- 2021
  - 3e étape du Ster van Zuid-Limburg
  - 2e du Ster van Zuid-Limburg
- 2023
  - 1re étape du Tour de Flandre-Orientale
- 2024
  - 3e de la Zuidkempense Pijl
- 2025
  - John Knoops Kersenronde Mierlo
  - 2e de l'H4A U23 Classic

### Classements mondiaux
| Année           | 2023   | 2024   |
| --------------- | ------ | ------ |
| UCI Europe Tour | 1 137e | 1 141e |